# Arboretum Park Härle

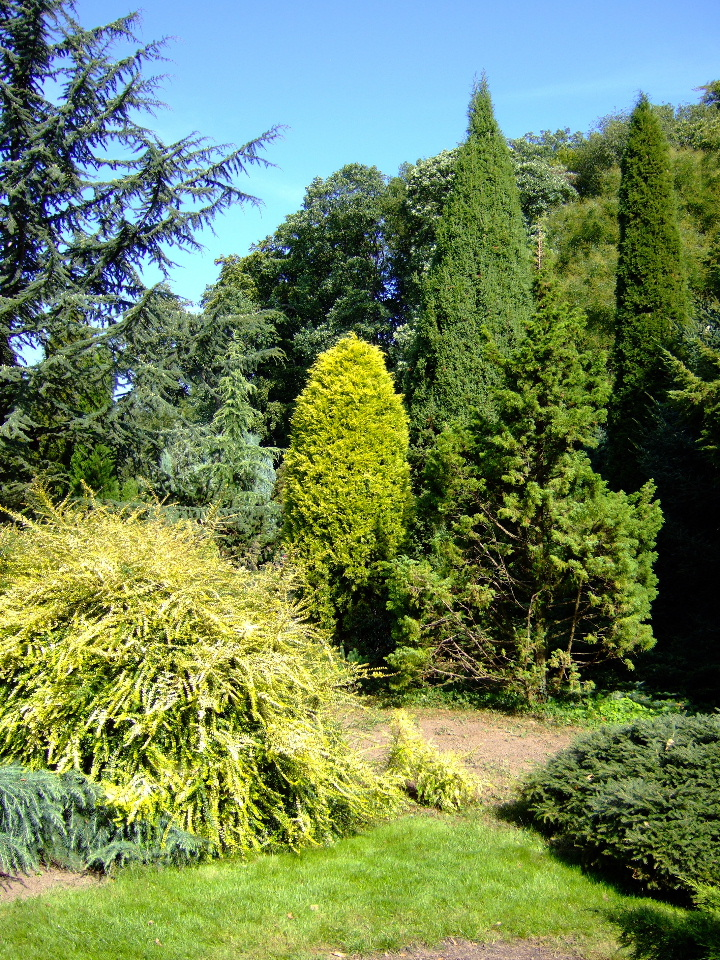

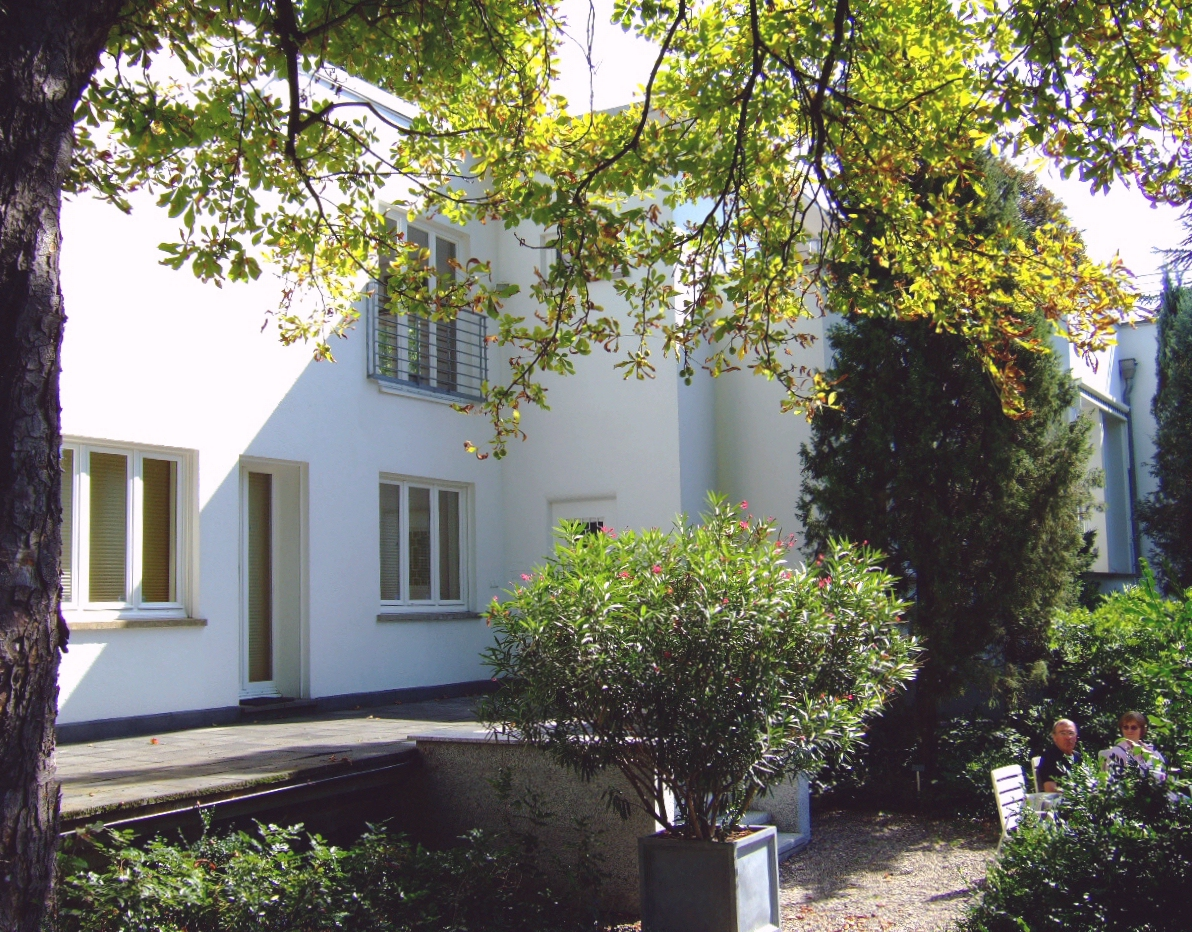
Wohngebäude –
heute Sitz eines Versicherungsunternehmens

Das Arboretum Park Härle in Oberkassel, einem Ortsteil des Bonner Stadtbezirks Beuel, ist ein Landschaftspark am Fuße des Siebengebirges. Das Arboretum ist eine Anlage, die zur Straße der Gartenkunst zwischen Rhein und Maas gehört, und durch die Stiftung Arboretum Park Härle betreut wird.

## Geschichte
Die Anfänge der Parkanlage gehen auf den ehemaligen Direktor der Rheinischen Eisenbahn-Gesellschaft Franz Karl Rennen zurück, der sich hier einen Sommersitz schuf. Er begann damit, einen Garten anzulegen. Im Jahr 1870 pflanzte er u. a. zwei Atlaszedern, einen Ginkgo, einen Mammutbaum und eine Weihrauchzeder (Calcocedrus decurrens), die bis heute erhalten sind.
1921 erwarb der Jurist Carl Härle das Anwesen, ließ das Wohnhaus im Bauhausstil umbauen und den Park 1922 durch Pflanzung besonderer Bäume und Sträucher nach einem Entwurfsplan der Gartenarchitekten Carl Rohde und Sohn erweitern. Auch der anschließende Hangwald mit einem aufgelassenen Steinbruch als östlicher Begrenzung und Rückwand wurde durch Wege erschlossen. Dazu kam noch eine Gärtnerei.

„Mit seinem irregulären Wechsel von Wiesen- und Gehölzflächen, den größtenteils gerundeten Wegen mit Rondellen und einigen formalen Elementen ist [der Park] der Formensprache des landschaftlichen Stils des 19. Jahrhunderts verhaftet.“

Seine zwei Töchter, Maria und Regina Härle, übernahmen im August 1950 nach dem Tod Härles den Besitz und kümmerten sich intensiv um die weitere Gestaltung der Parkanlage. Durch den Bau der Bundesstraße 42 am Hang des Siebengebirges wurde die Fläche des Parkgeländes 1975 auf die heutige Größe von 4,7 Hektar verkleinert. Die Gärtnerei wurde aufgelöst und das Gelände als Arboretum umgestaltet.

## Heutige Gestaltung
Der Park besteht heute aus drei voneinander abgegrenzten Teilen: dem Alten Park mit den früheren Wohngebäuden, dem Neuen Park auf dem Gelände der ehemaligen Gärtnerei und dem extensiven Waldpark mit Maar und Obstwiese.
Die klimatisch begünstigte nach Süden ausgerichtete Hanglage bietet ein abwechslungsreiches Relief mit überraschenden und spannenden Perspektiven, z. B. dem Blick in die Kronen der Zedern im Alten Park oder den verschiedenen Ausblicken auf das Maar.
Das Arboretum vereinigt umfangreiche Pflanzensammlungen der Gattungen Wacholder (Juniperus), Scheinzypresse (Chamaecyparis), Eibe (Taxus), Lebensbaum (Thuja), mit Rosen und wertvollen Solitärpflanzen besonders seltener Gehölze wie z. B. Hänge-Pyrenäen-Eiche (Quercus pyrenaica „Pendula“), Zimt-Ahorn (Acer griseum), Alligator-Wacholder (Juniperus deppeana), Hänge-Douglasie (Pseudotsuga menziesii „Glauca Pendula“), Trauerzypresse (Cupressus sempervirens), Buntblättriger Pagoden-Hartriegel (Cornus controversa „Variegata“).

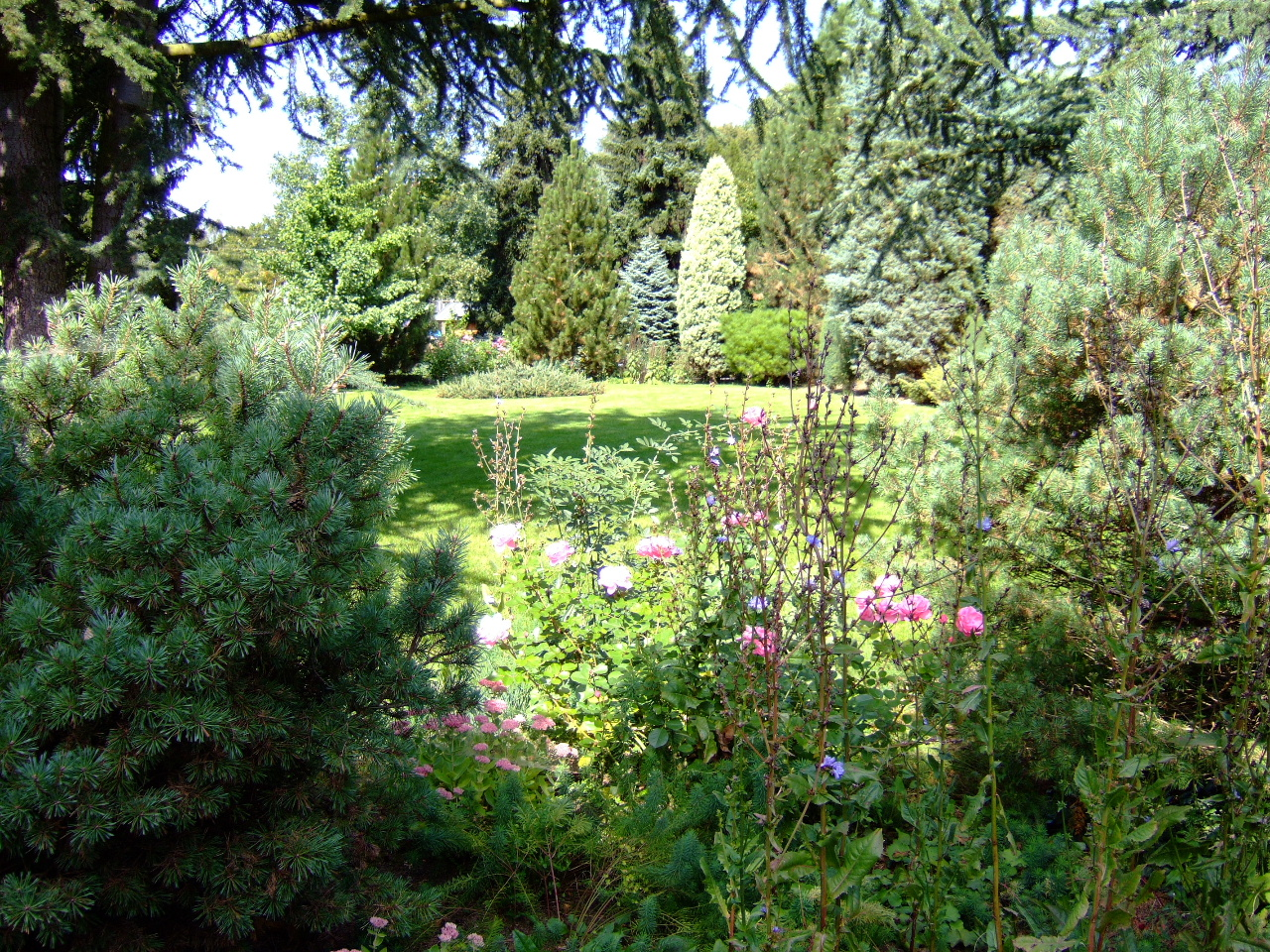
Neuer Park
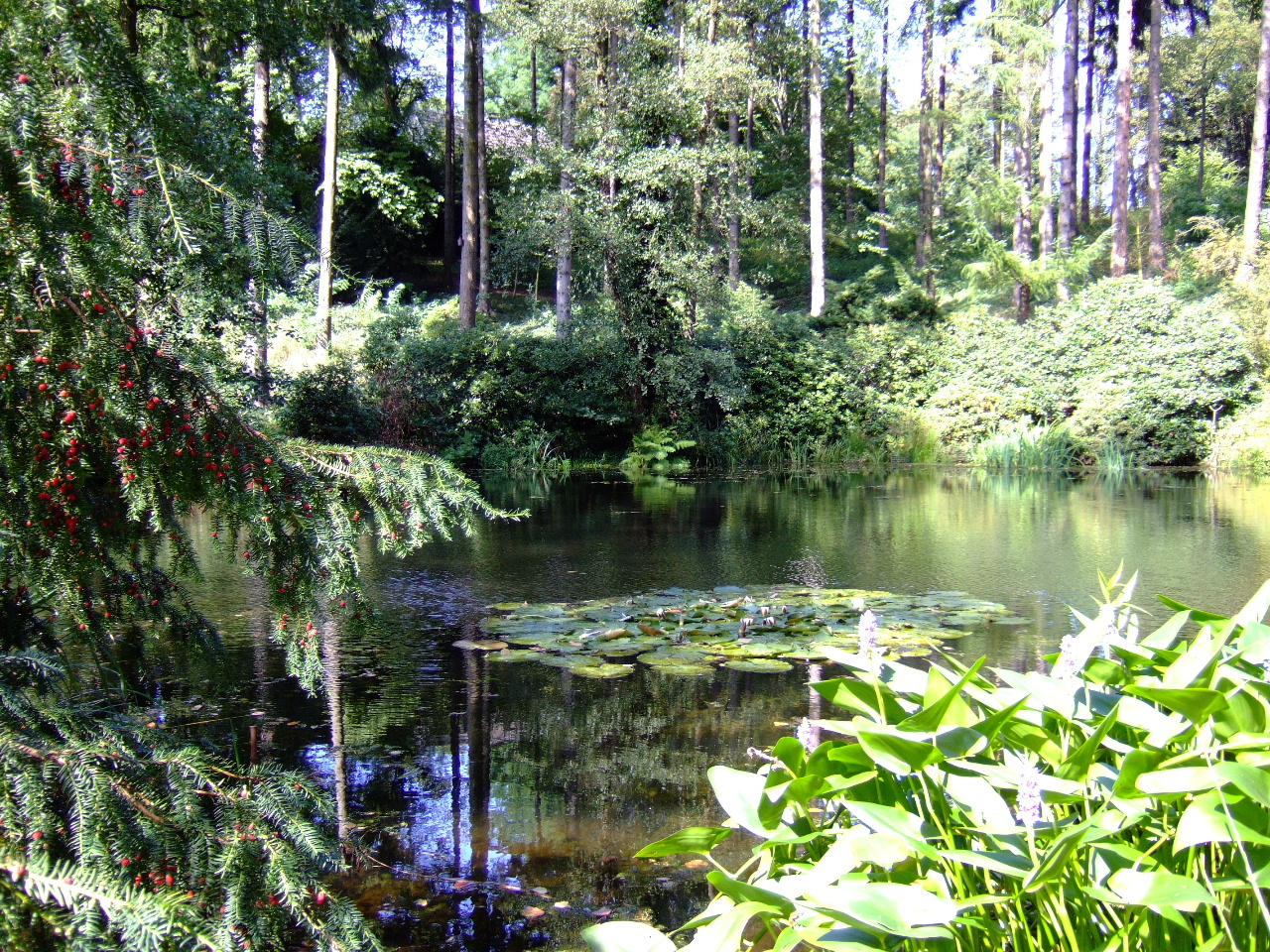
Maar im Waldpark
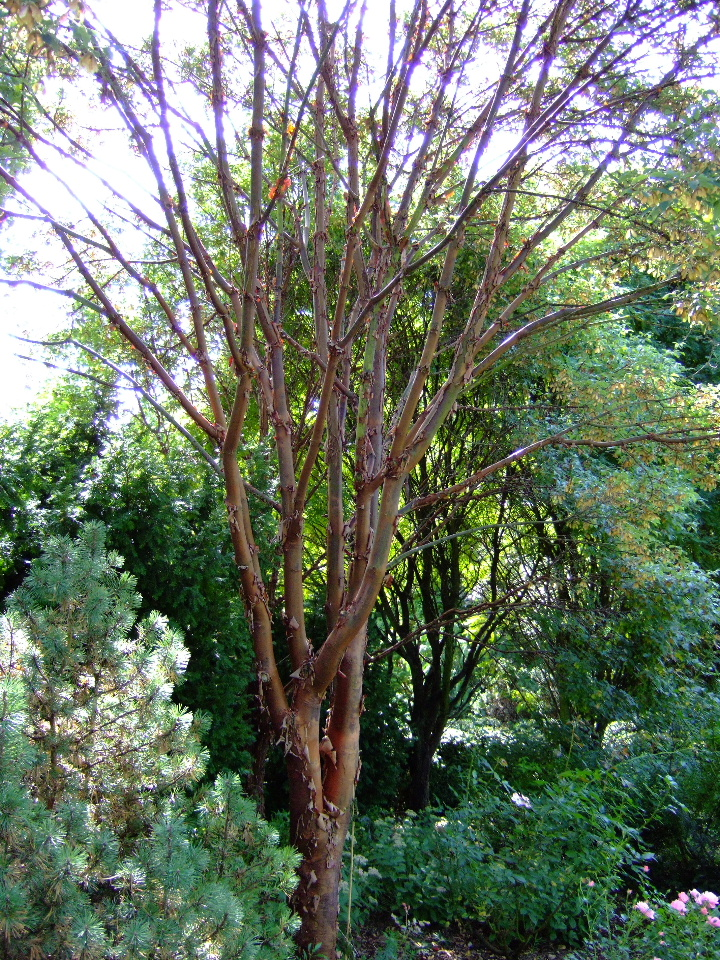
Zimt-Ahorn
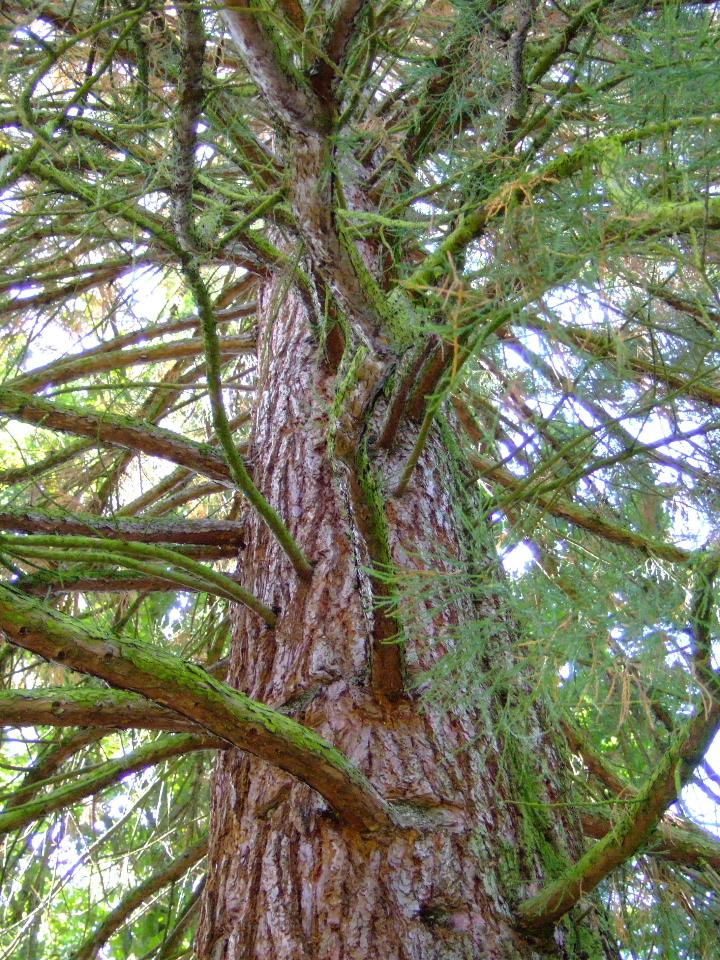
Gebirgs-Mammutbaum im  Alten Park

## Stiftung Park Härle
Nach dem Tod ihrer Schwester Maria 1996 errichtete Regina Härle 1997 entsprechend dem testamentarisch festgelegten Willen beider Schwestern die gemeinnützige Stiftung Arboretum Park Härle. Regina Härle verstarb am 8. Oktober 2000. Die Verwaltung der Stiftung wurde dem Stifterverband für die Deutsche Wissenschaft e. V. treuhänderisch übertragen. Verantwortlich für die dendrologische und technische Betreuung des Parks ist die Gesellschaft Deutsches Arboretum e. V.
Die Stiftung soll das Parkgelände pflegen und entwickeln, Wissenschaft und Forschung fördern sowie das Parkgelände der Öffentlichkeit zugänglich machen. Die Parkanlage wird in das internationale Netz der Botanischen Gärten eingebunden.
Der Stiftungsvorstand wird aus Mitgliedern des Stifterverbandes und der GDA gebildet.

## Führungen durch den Park

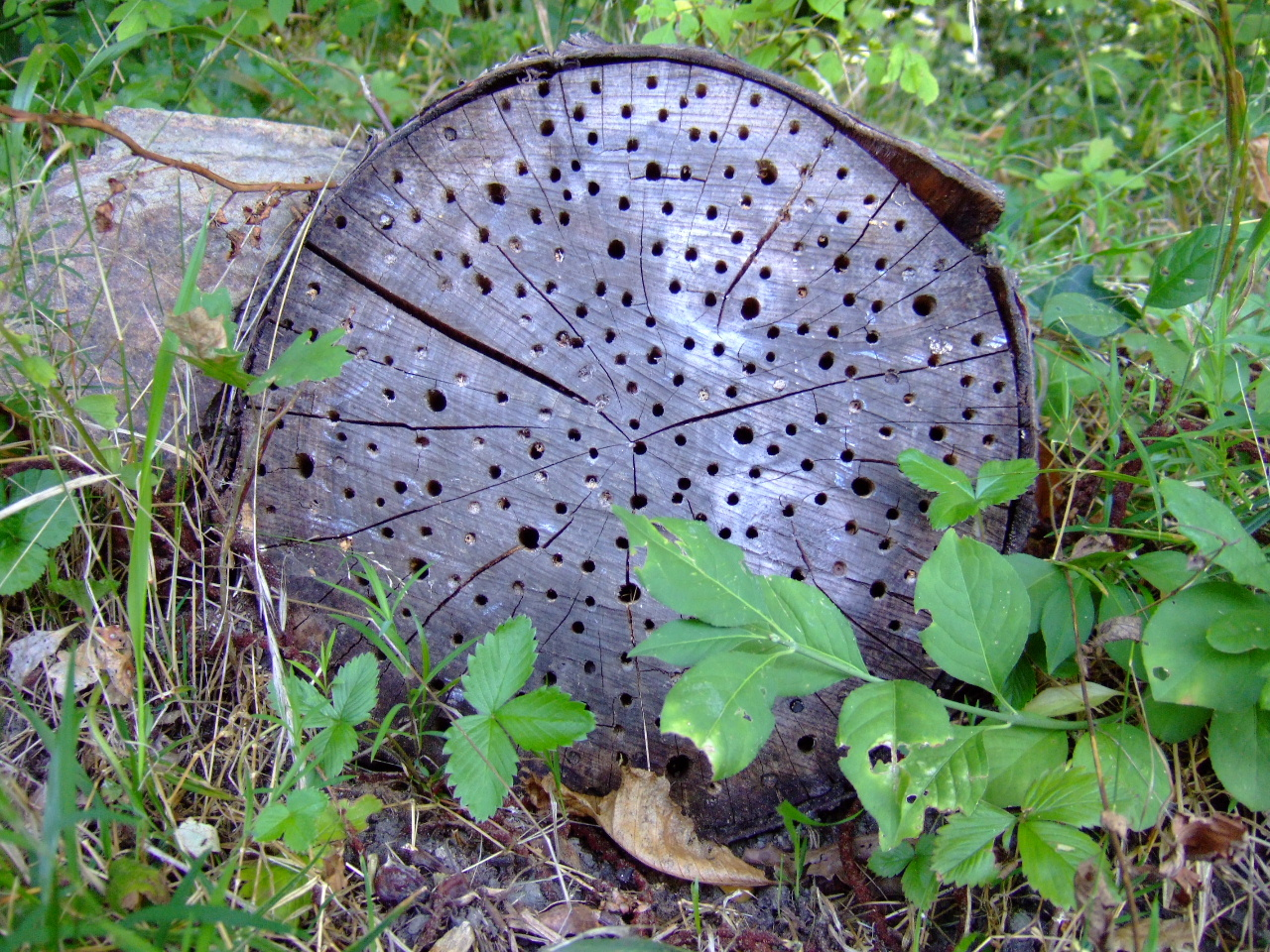
Wildbienennest im Park

Das Arboretum ist zweimal im Monat im Rahmen von öffentlichen Führungen geöffnet. Die Führungen finden in den Monaten März bis einschließlich Oktober statt und zwar am ersten Samstag im Monat und am dritten Mittwoch im Monat.
Die Führungen dauern ca. 1,5 bis 2 Stunden. Die Teilnahme ist kostenlos, eine Anmeldung ist nicht erforderlich. Zusätzlich werden individuelle Gruppenführungen (ab 15 Personen) angeboten.